# Tell (Roman)
Tell ist ein Roman des Schweizer Autors Joachim B. Schmidt aus dem Jahr 2022. Es handelt sich um eine modernisierte Version der Schweizer Sage von Wilhelm Tell. Sie wird chronologisch abwechselnd aus der Perspektive der Figuren erzählt und beschrieben.

## Figuren
- Wilhelm Tell, ein Bergbauer

Wilhelm ist ein kalter und direkter Mann. Er gehorcht niemandem und möchte Konflikte lieber mit den Fäusten austragen. Genauso verhält er sich gegenüber seiner Familie, was das Zusammenleben schwierig macht. Sein Verhalten ist stark durch seine Vergangenheit geprägt: Einerseits durch die Misshandlung durch Vater Loser und anderseits durch den Tod seines Bruders Peter, für den er sich die Schuld gibt. Auf Walter, den Sohn seines verstorbenen Bruders, achtet er wenig. Erst als er den Apfel auf seinem Kopf treffen muss, merkt er, wie wichtig Walter für ihn ist.
- Walter, Tells Neffe

Walter hat eine komplizierte Beziehung zu Tell, denn er ist nicht sein Sohn. Dennoch will er, dass Tell auf ihn stolz ist. Mit dem Rest der Familie kommt er gut aus.
- Willi, jüngerer Sohn von Tell
- Hedwig, Tells Frau

Sie musste nach dem Tod ihres Mannes Peter dessen Bruder Wilhelm heiraten. Sie schenkt ihren Kindern die Liebe, die Wilhelm ihnen nicht gibt.
- Grosi Marie, Tells Mutter
- Aloisa, Hedwigs Mutter
- Vater Taufer, Priester des Dorfs

Wurde wie Wilhelm von Vater Loser unterrichtet und missbraucht.
- Frau Furrer, Vater Taufers Helferin
- Grob, ein Bauer
- Gessler, der Landvogt

Er ist nicht so barbarisch wie seine Soldaten und zeigt Mitgefühl. Er ist verheiratet und hat eine kleine Tochter.
- Harras, brutaler Anführer der Soldaten
- Raab, Häsi, Pichler, von Emmen, Juppjupp: Soldaten

## Inhalt

### Kapitel 1
Der Roman beginnt auf dem Tellhof. Ein Bär sitzt auf der Wiese, Aloisa verjagt ihn, und der Bär flüchtet in den Wald. Wilhelm nimmt seine Armbrust und macht sich auf die Suche nach dem Tier. Walter begleitet ihn. Währenddessen macht sich der Landvogt Gessler mit seinem Gefolgsmann Harras auf den Weg in die Berge. Dort trifft er zum ersten Mal auf den Landvogt Gessler. Einige Worte werden gewechselt. Walter fürchtet sich vor Gessler und bewundert ihn zugleich.
Auf dem Tellhof macht sich Hedwig Sorgen um die beiden. Da taucht der zweitälteste Sohn Willi auf und verkündet, dass die beiden zurück seien. Wilhelm trägt ein totes Tier auf seiner Schulter, und Walter hinkt blutend hinterher. Hedwig sorgt sich um ihn, während Grosi Marie Tell empört empfängt.
Am Abend betritt Wilhelm Hedwigs Zimmer und legt sich stumm zu ihr auf das Bett. Hedwig ist froh, ihn neben sich zu haben. Sie macht sich über ihn Gedanken; der Leser erfährt erstmals etwas über Tells verstorbenen Bruder Peter.

### Kapitel 2
Die Habsburger Truppe ist auf dem Weg zu einer Bauernfamilie. Sie fesseln den Vater und halten die Mutter fest, der Anführer Harras vergewaltigt ihre Tochter Trudi. Anschliessend werfen sie den Bauern in den See.
Am nächsten Morgen sucht Gesslers Truppe den Tellhof auf, um Tell für seine Taten am vorherigen Tag zu bestrafen. In einem Dorf treffen die Soldaten auf den Priester Vater Taufer, von dem sie die Bekanntgabe von Tells Aufenthaltsort verlangen. Dieser versucht sie abzuweisen, da er schlechte Absichten befürchtet, aber schliesslich führt der Priester sie zu Tell. Tell widersetzt sich den Anordnungen und die Grossmutter mischt sich ein. Ein Soldat versetzt ihr einen Tritt, der sie zu Boden stürzen lässt. Anschliessend machen sich die Soldaten auf den Weg zurück.

### Kapitel 3
Die Grossmutter stirbt an den Verletzungen, die sie bei ihrem Sturz erlitten hat. Wilhelm bringt die Leiche Vater Taufer und macht sich auf den Weg zu den Habsburgern, um seinen Leiterwagen zurück zu verlangen, aber ohne Erfolg. Er kehrt zurück zu Vater Taufer und teilt ihm mit, dass er seine Mutter am nächsten Tag beerdigen möchte.
Am Abend kehrt Tell zurück nach Hause. Er legt sich neben seiner Frau Hedwig auf das Bett, drückt sie an sich und küsst sie. Erneut tauchen in Hedwig gemischte Gefühle auf, die sie nach kurzer Zeit verdrängt.
Am nächsten Tag erreicht Harras eine Botschaft, die über den Fall auf dem Tellhof berichtet. Harras wendet sich seinen Leuten zu und treibt Unfug mit ihnen. Gessler schaut von seinem Fenster aus besorgt zu.

### Kapitel 4
Die Familie überlegt, wie sie den kommenden Winter überstehen soll, ihre Vorräte sind knapper als gehofft. Sie haben jedoch Holz, das sie verkaufen könnten. Da der Leiterwagen, den sie zum Transport des Holzes benötigen, von den Habsburgern gestohlen worden ist, suchen sie Alternativen, um Geld zu verdienen, und entscheiden sich, in Altdorf ihre Kuh zu verkaufen. Wilhelm und seine zwei Söhne machen sich mit der Kuh auf den Weg. Auf dem Dorfplatz in Altdorf bemerkt Wilhelm einen Hut auf einer Stange nicht.

### Kapitel 5
Soldat Raab erkennt Wilhelm sofort und teilt dies seinem Kollegen Pichler mit. Dieser befiehlt Tell, sich vor dem Hut zu verbeugen. Tell weigert sich. Pichler holt Verstärkung; Harras und Gessler tauchen auf. Da Tell weiterhin Widerstand leistet, soll er auf Befehl Gesslers einen Apfel vom Kopf seines Sohnes schiessen. Nach langem Zögern zielt Tell und trifft den Apfel. Die Menge jubelt.

### Kapitel 6
Vor dem Schuss hat Wilhelm versucht, einen Bolzen, den Raab fallen gelassen hat, unter seinem Gewand zu verbergen, was Harras jedoch bemerkt. Als Walter nach dem Schuss von Tell getrennt wird, zeigt Harras Gessler den Bolzen. Dieser wertet dies als Mordversuch und verhaftet Tell. Er gibt Walter noch die Anweisung, seinen Bruder zu finden und ihn nach Hause zu bringen. Tell wird weggeschleppt. Harras gibt Juppjupp heimlich den Befehl, ihn in den See zu werfen. 
Walter tut, was ihm gesagt worden ist. Sie finden den Bauern Grob und bekommen 33 Münzen für die Kuh. Dann machen sie sich auf den Heimweg. Da es spät in der Nacht ist, halten sie bei Vater Taufer an mit der Absicht, sich aufzuwärmen. Die Knaben können dort schlafen. Vater Taufer und Frau Furrer ahnen, dass Tell den Habsburgern in die Quere gekommen ist.

### Kapitel 7
Tell wird gefesselt und auf ein Boot gebracht. Die Soldaten betrinken sich und werden müde. Einer schlägt vor, Tell von seinen Fesseln zu befreien und ihn ans Ruder lassen, was auch geschieht. Juppjupp gibt den Grund preis, warum Tell gefesselt bleiben muss: Er soll in den See geworfen werden. Einige Soldaten stürzen sich auf den sich wehrenden Tell und durch das entstandene Chaos kentert das Boot.
Die Nachricht über den Bootsunfall verbreitet sich schnell. Auf dem Tellhof machen sich alle ausser Aloisa Sorgen. Sie ist wütend über Tells gewagten Schuss. Die Nachricht erreicht auch Gessler, der darüber nicht erfreut ist. Er macht Harras klar, dass niemand den Grund für den Schuss erfahren soll. Stattdessen solle er über einen Sturm berichten.
Raab und ein alter Soldat halten Wache auf dem Dorfplatz. Tell nähert sich. Er fordert Raabs Armbrust und die Bolzen und fragt ihn nach Gesslers Aufenthaltsort.

### Kapitel 8
Gessler, Harras und von Emmen reisen mit Pferden von der Festung ab. Auf dem Weg nach Küssnacht wird die Gruppe von einer Frau aufgehalten. Sie behauptet, Harras habe ihren Mann in Küssnacht eingesperrt, und bittet Gessler, ihn freizulassen. Sie nehmen einen anderen Weg und lassen die Frau zurück. Plötzlich hört man einen Knall, von Emmen fällt vom Pferd, und ein Bolzen durchbohrt Gesslers Hals. Harras hat den Schützen bemerkt und fordert ihn auf, zu schiessen, was dieser auch tut und Harras trifft. Harras stellt fest, dass Tell der Schütze ist, und stürmt auf ihn zu, denn er weiss, dass er nicht genug Zeit haben wird, nachzuladen. Harras rammt den Bolzen vom Dorfplatz, den er behalten hat, in Tells Seite. Unerwartet taucht die Frau von vorhin wieder auf und köpft Harras von hinten. Die Tochter der Frau nimmt die Münzen des gefallenen Soldaten. Tell geht zur Stelle, wo Gessler verblutet. Dieser teilt Tell mit, dass er eine Tochter hat. Gessler denkt an sie und bewundert die Beziehung zwischen Tell und Walter.

### Kapitel 9
Tell klopft bei Vater Taufer an die Tür, er hat es verwundet zurück zum Dorf geschafft. Der Priester und Frau Furrer waschen ihn und reinigen seine Wunden. Als Tell mit Taufer alleine ist, sagt er, dass es ihm leidtut, dass er ihn nicht vor Vater Loser beschützt hat. Franz gesteht, dass er Vater Loser ermordet hat. Beide schlafen ein, aber als Taufer aufwacht, ist Tell verschwunden. Dieser versucht, nach Hause zu kommen, aber er verläuft sich und ruht sich aus. Unterdessen hat Walter Tells Spuren entdeckt und folgt ihnen. Es wird angedeutet, dass er Tells Leiche gefunden hat und zu diesem Zeitpunkt schon wusste, was er allen sagen würde (S. 268, Z. 28 f.).

### Kapitel 10
Zeitsprung: Die erwachsene Lotta lebt mit ihrer Familie auf dem Tellhof. Ein Amtsschreiber taucht auf dem Hof auf. Er will mehr über die Legende Tells wissen, da er ein Lied dazu komponiert. Lotta erklärt, dass sie nichts wisse, nach Tells Tod habe sich die Familie von allem gelöst, was zwischen ihm und den Habsburgern geschehen war. Aber als der Besucher ihr das Lied vorsingt, bedauert sie, dass sie ihren Vater nie wirklich kennengelernt hat. Als der Amtsschreiber wissen will, was mit ihm geschehen sei, behauptet Lotta, dass Tell auf den Berg gestiegen sei und auf sie alle aufpasse, denn manchmal könne man sein Gesicht im Felsen sehen.

## Themen
Im Roman sind viele zentrale Themen aussagekräftig. Sie beeinflussen die Interpretation und den Verlauf der Handlung stark. Ein zentrales Thema ist die starke Beziehung zwischen Walter und seinem jüngeren Bruder Willi, die über den ganzen Roman hinweg zu erkennen ist. (S. 133, S. 160).
Wilhelms Verbindung zu seinem verstorbenen Bruder Peter ist sehr speziell. Tell ist eine sehr kalte und verschlossene Natur, die kaum spricht und nie Emotionen und Gefühle zeigt. Nur neben seiner sterbenden Mutter und in seinen Erinnerungen zu Peter offenbart er diese andere, sanfte Seite (S. 91 f., S. 242).

## Kontext

### Vergleich mit der Tell-Legende
Die im Roman erzählte Geschichte ähnelt der echten Tell-Legende teilweise. Joachim B. Schmidt hat einzelne Elemente der Legende in seinen Roman integriert. 
Unterschiede zur Legende: Im Roman offenbart Tell nicht, warum er vor dem Apfelschuss einen zweiten Bolzen an sich genommen hat. Harras behauptet, er sei für Gessler geplant gewesen. In der Legende teilt Tell mit, dass der zweite Bolzen für Gessler gewesen wäre, hätte er statt des Apfels seinen Sohn getroffen.
In der Legende war Tell zwar auf dem Boot auch gefesselt, aber der Grund für die Entfesselung war ein anderer: Ein Sturm zog auf, das Boot schwankte gefährlich, und Tell wurde ans Steuer gerufen. Er steuerte das Boot geschickt zum Ufer, sprang auf eine Felsplatte und konnte fliehen. Im Roman wird Tell auch von den Fesseln befreit, und die Soldaten stürzen sich auf ihn. Dabei nützt Tell die Situation aus, und das Boot kentert. Später wird klar, dass alle ertrunken sind bis auf Tell, der ans Ufer geschwommen ist.
Die Figuren im Roman sind nicht alle in der Legende zu finden. Tell und Gessler sind die einzigen, die in beiden Geschichten vorkommen. Gessler wird in der Legende als brutal und erbarmungslos dargestellt. Im Roman hingegen wirkt er sympathischer, trotzdem streng. Durch die Einblicke, die die Leser in Gesslers Privatleben und seine Gedanken erhalten, ist eine gewisse Menschlichkeit zu erkennen (siehe Wilhelm Tell).

### Inspiration
Der niederländisch-isländische Historiker Simon Halink und der isländische Schriftsteller Einar Kárason prägen den Roman. Das fundierte Wissen über die Isländersagas von Halink hat die Handlungen in der erzählten Geschichte stark geformt. Kárason hat mit seinen guten Tipps und den Ereignissen des isländischen Bürgerkriegs des 13. Jahrhunderts in seinen Sturlungen-Romanen Schmidt inspiriert, Tell zu verfassen.